# Aconogonon hookeri
Aconogonon hookeri är en slideväxtart som först beskrevs av Meissn., och fick sitt nu gällande namn av Kanesuke Hara. Aconogonon hookeri ingår i släktet sliden, och familjen slideväxter. Inga underarter finns listade i Catalogue of Life.